# Aufenthaltsbefugnis
Die Aufenthaltsbefugnis war eine Form der Aufenthaltsgenehmigung nach dem bis 31. Dezember 2004 geltenden Ausländergesetz (AuslG). 
Nach den §§ 30 bis 33 AuslG konnte sie erteilt werden, wenn der Aufenthalt eines Ausländers aus völkerrechtlichen oder dringenden humanitären Gründen oder zur Wahrung politischer Interessen der Bundesrepublik Deutschland für einen begrenzten Zeitraum erlaubt werden sollte.
Beispielsweise wurde die Aufenthaltsbefugnis an Inhaber des so genannten kleinen Asyls erteilt; das waren Ausländer, bei denen das Bundesamt für die Anerkennung ausländischer Flüchtlinge (jetzt: Bundesamt für Migration und Flüchtlinge) Abschiebungsschutz nach § 51 AuslG festgestellt hatte (§ 70 AsylVfG a. F.). Inhabern einer Aufenthaltsbefugnis konnte (im Unterschied zu Inhabern einer Aufenthaltsbewilligung) nach acht Jahren eine unbefristete Aufenthaltserlaubnis erteilt werden.
Aufenthaltsbefugnisse, die bis 31. Dezember 2004 erteilt worden waren, gingen am 1. Januar 2005 in der Regel in eine Aufenthaltserlaubnis nach den §§ 22 bis § 26 AufenthG über (§ 101 Abs. 2 AufenthG). Ausländer, die früher das kleine Asyl erhalten haben (heutige Bezeichnung: Flüchtlingseigenschaft gemäß § 3 Abs. 4 AsylG und § 60 Abs. 1 AufenthG), sind heute daher in der Regel Inhaber einer befristeten Aufenthaltserlaubnis nach § 25 Abs. 2 AufenthG, sofern sie inzwischen keinen besseren Aufenthaltsstatus haben.